# 聖約翰斯鎮區 (愛荷華州哈里森縣)
聖約翰斯鎮區（英語：St. Johns Township）是位於美國愛荷華州哈里森縣的一個行政鎮區。

## 地方資料
根據2010年美國人口普查的數據，聖約翰斯鎮區的面積為118.75平方千米，當中陸地面積為118.27平方千米，而水域面積為0.48平方千米。當地共有人口4055人，而人口密度為每平方千米34.15人。